# Philip Olivier
Philip Lee Borg-Olivier (Liverpool, 4 giugno 1980) è un attore inglese, che saltuariamente lavora anche come modello meglio conosciuto per il ruolo di Tim O'Leary nella soap opera Brookside con cui ha ottenuto una nomination per il premio British Soap Award alla miglior partnership sullo schermo.
Olivier ha trascorso la sua infanzia vivendo con i genitori, suo fratello maggiore e sua sorella minore tra Sudafrica e Stati Uniti, prima di tornare a Liverpool quando aveva 7 anni. Ha frequentato il College St Edward di Liverpool e ha frequentato una scuola filodrammatica locale a West Derby, Liverpool. È fidanzato con Amy Virtue da cui ha avuto un figlio nel 2014.

## Carriera
Il primo ruolo di Olivier è stato nel 1995 in Hearts and Minds con Christopher Eccleston. Nel 1996 ha recitato nel suo primo, e più importante, ruolo televisivo: quello di Timothy 'Tinhead' O'Leary in Brookside fino alla sua cancellazione della serie, nel 2003. Da lì seguono apparizioni nello spin-off di Hollyoaks, Benidorm e programmi televisivi come The Big Breakfast e Come Dine With Me. Nel 2008 ha debuttato al cinema nella pellicola The Crew di Adrian Vitoria con Rory McCann e Stephen Graham dove interpretava Paul the Hom.
Oliver è anche popolare tra il pubblico gay: ha presentato Mr Gay UK nel 2005, è apparso sul palco a diverse manifestazioni del Gay Pride. Olivier ha anche posato nudo per la rivista gay Attitude nel dicembre 2008 e nell'aprile 2009 e anche per un calendrario uscito ogni anno dal 2006 al 2009.

## Filmografia
- Benidorm (2013), serie TV, episodio 6x02
- The Spa (2013), serie TV, 1 episodio
- Doctors (2010-2014), serie TV, 4 episodi
- Missing (2009), serie TV, episodio 1x02
- The Crew (2008), regia di Adrian Vitoria
- Hollyoaks: In the City (2006), serie TV, 20 episodi
- Holby City (2005), serie TV, 1 episodio
- Twisted Tales: Charlie's Angel (2005), serie TV, 1 episodio
- Pleasureland (2003), film TV
- Brookside (1996-2003), serie TV, 46 episodi